# Biscayne Park
Biscayne Park es una villa ubicada en el condado de Miami-Dade en el estado estadounidense de Florida. En el Censo de 2010 tenía una población de 3055 habitantes y una densidad poblacional de 1.869,32 personas por km².

## Geografía
Biscayne Park se encuentra ubicada en las coordenadas 25°52′54″N 80°10′52″O / 25.88167, -80.18111. Según la Oficina del Censo de los Estados Unidos, Biscayne Park tiene una superficie total de 1.63 km², de la cual 1.63 km² corresponden a tierra firme y (0%) 0 km² es agua.

## Demografía
Según el censo de 2010, había 3055 personas residiendo en Biscayne Park. La densidad de población era de 1.869,32 hab./km². De los 3055 habitantes, Biscayne Park estaba compuesto por el 72.41% blancos, el 17.58% eran afroamericanos, el 0.23% eran amerindios, el 3.31% eran asiáticos, el 0.07% eran isleños del Pacífico, el 2.78% eran de otras razas y el 3.57% pertenecían a dos o más razas. Del total de la población el 35.22% eran hispanos o latinos de cualquier raza.